# اسدالله عمادی

اسدالله عمادی (زاده ۱ مهر ۱۳۳۱ در روستای کاورد در شهرستان مهدیشهر)؛ شاعر، داستان‌نویس و پژوهشگر معاصر ایرانی است.

## زندگی‌نامه
عمادی در ۱۳۳۱ در روستای کاورد از آبادی‌های دودانگهٔ ساري كه پس از انقلاب به بخش شهمیرزاد در شهرستان مهدیشهر ضميمه شد، به دنیا آمد. چند سال نخست ابتدایی را در مدرسهٔ زادگاه گذراند. بعد به همراه خانواده به شهر شاهی (قائم‌شهر کنونی) کوچ کرد و تا مقطع دیپلم در این شهر درس خواند. در ۱۳۵۰ در دانشگاه تهران، در رشتهٔ ادبیات فارسی پذیرفته شد. سال‌های ۵۲ و ۵۳ را به مدت دو سال به دلیل شرکت در جنبش دانشجویی در زندان گذراند. بعد از آزادی، ادامهٔ تحصیل داد. در سال ۱۳۵۹ از تهران به ساری آمد، در همین شهر ازدواج کرد و به تدریس ادبیات فارسی در دبیرستان‌های شهر پرداخت. از سال ۱۳۷۰ بعد از بازخریدی اجباری از آموزش و پرورش، به تدریس آزاد در کلاس‌های کنکور رو آورد.

## فعالیت فرهنگی
اسدالله عمادی، نخستین آثارش را با عنوان‌های «گَوَن‌های کوهی» (داستان بلند ـ ۱۳۵۴) و «ستاره‌های خاکی» (مجموعه داستان ـ۱۳۵۶) در دوران دانش‌جویی منتشر کرد. در سال ۱۳۵۶ به عضویت کانون نویسندگان ایران درآمد. به دو زبان فارسی و مازندرانی می‌سراید. به جز مجموعه اشعارش، کتاب‌ها و مقاله‌های بسیاری دربارهٔ شاعران معاصر و کلاسیک ایران، و در زمینهٔ شناخت ادبیات، فرهنگ و تاریخ شمال ایران، به ویژه مازندران، به چاپ رسانده‌است. رمان‌های «رویاهای ببر عاشق» و «جهان آشوب» (برگرفته از زندگی حافظ شیرازی) و داستان بلند «خانه‌ای بر بام دنیا، با برگردان به زبان انگلیسی»، از جمله آثار داستانی او هستند. تعدادی از اشعارش نیز با صدای شاعر در آلبوم‌های صوتی «پلنگ و لَلَه‌وا» و «برای مردن همیشه زود است» و کتاب صوتی «گزیدهٔ شعرهای اسدالله عمادی» منتشر شده‌است.

## دیگر تلاش فرهنگی
اسدالله عمادی از سال ۱۳۶۸ برای هم‌کاری با بخش ادبی ـ فرهنگی به نهاد مستقل «فرهنگ‌خانهٔ مازندران» به سرپرستی احمد محسن‌پور پیوست. این هم‌کاری به نگارش چند کتاب، سرایشِ تصنیف‌ها و ترانه‌هایی برای گروه موسیقی «شواش» و برگزاری چند یادواره و همایش ادبی ـ فرهنگی انجامید.

## کتابشناسی
| نخستین سال چاپ | شعر                                                                   | ناشر                               |
| ۱۳۶۰           | حماسهٔ مادر میهن                                                       | مؤلف                               |
| ۱۳۷۶           | آواز ریشه‌ها                                                           | چاپار فرزانگان                     |
| ۱۳۸۴           | پلنگ و لَلَه‌وا (شعر مازندرانی با صدای شاعر و موسیقی احمد محسن‌پور)       | شواش نوا                           |
| ۱۳۸۶           | آخرین ایستگاه جهان                                                    | اشاره                              |
| ۱۳۹۳           | برای عاشق شدن همیشه دیر است                                           | شلفین                              |
| ۱۳۹۳           | زیباست با تو خواندن                                                   | شلفین                              |
| ۱۳۹۵           | بازگشت به سرزمین مادری                                                | هاوژین                             |
| ۱۳۹۵           | گزینه اشعار                                                           | اشاره                              |
| ۱۳۹۶           | برای مردن همیشه زود است (شعر فارسی با صدای شاعر و موسیقی نبی احمدی)   | گلبانگ صبا                         |
| ۱۳۹۷           | مازآوا (مجموعه شعر مازندرانی)                                         | شلفین                              |
| ۱۳۹۹           | گزیدهٔ شعرهای اسدالله عمادی (کتاب صوتی)                                | کارگاه اتفاق                       |
|                | داستان                                                                |                                    |
| ۱۳۵۴           | گون‌های کوهی                                                           | چاپخش                              |
| ۱۳۵۵           | ستاره‌های خاکی                                                         | پیوند                              |
| ۱۳۷۴           | خاطرات برای شیفتگان (رُمان)                                            | بُشری                               |
| ۱۳۸۲           | رویاهای ببر عاشق (رُمان)                                               | اشاره                              |
| ۱۳۸۲           | افسانه‌های مردم مازندران                                               | شلفین                              |
| ۱۳۸۵           | مرده‌ها را کجا چال کنیم؟                                               | شلفین                              |
| ۱۳۸۶           | حمزه پهلوان                                                           | کانون پرورش فکری کودکان و نوجوانان |
| ۱۳۹۳           | جهان آشوب (رُمان)                                                      | علم                                |
| ۱۳۹۷           | خانه‌ای بر بام دنیا (برگردان به انگلیسی، زینت موسوی)                   | اشاره                              |
| ۱۳۹۸           | انتخاب آخر (رُمان)                                                     | اشاره                              |
| ۱۴۰۰           | شاعری در باران (رُمان)                                                 | اشاره                              |
|                | نقد و پژوهش                                                           |                                    |
| ۱۳۷۰           | جهان‌بینی و زیبایی‌شناسی حافظ                                           | دی                                 |
| ۱۳۷۱           | شعر امروز مازندران                                                    | فرهنگ‌خانهٔ مازندران                 |
| ۱۳۷۲           | بازخوانی تاریخ مازندران                                               | فرهنگ‌خانهٔ مازندران                 |
| ۱۳۷۵           | آموزش دستور زبان فارسی                                                | چاپار فرزانگان                     |
| ۱۳۸۵           | نغمه‌های سرزمین بارانی (با هم‌کاری محمدابراهیم عالمی)                   | شلفین                              |
| ۱۳۸۹           | مبانی زبان‌شناسی و دستور زبان فارسی                                    | شلفین                              |
| ۱۳۹۱           | زندگی، جهان‌بینی و زیبایی‌شناسی حافظ                                    | اشاره                              |
| ۱۳۹۴           | سوادکوه، دودانگه و چهاردانگهٔ مازندران، از چشم‌اندازی دیگر              | شلفین                              |
| ۱۳۹۵           | نگاهی تحلیلی به تاریخ و فرهنگ باستانی شمال ایران                      | شلفین                              |
| ۱۳۹۵           | زندگی و زمانهٔ ملک خاتون (محبوب حافظ شیرازی)                           | روزآمد                             |
| ۱۳۹۶           | رباعیات خیام                                                          | اشاره                              |
| ۱۳۹۶           | لایه‌های پنهان در ادب معاصر ایران                                      | روزآمد                             |
| ۱۳۹۶           | گزیدهٔ شعر نوی شمال ایران (کار مشترک با هوشنگ عباسی و علیرضا ابن قاسم) | روزآمد                             |
| ۱۳۹۹           | زبان مازندرانی (تبری)، از دوران باستان تا امروز                       | شلفین                              |

عمادی در تألیف کتاب فروردین (گاه‌نامه در شش دفتر)، ضرب‌المثل‌ها و کنایه‌های مازندران (ج اول، ۱۳۸۲) و کتاب «ساری، کهن شهر مازندران (۱۳۹۲)» هم‌کاری داشت و ترجمهٔ شعرهای تبری کتاب‌های تاریخ تبرستان اثر ابن اسفندیار و تاریخ رویان اثر اولیاءالله آملی (هر دو کتاب ویراستهٔ افشین پرتو) را به انجام رساند. او از مؤلفان «دانش‌نامهٔ تبرستان و مازندران»، در بخش‌های ادبیات و نام‌آوران بود.

## فیلم شناسی
فیلم مستند زندگی خود نوشت پرنده‌ای عاشق، به کارگردانی مرتضی کاظمی‌نیا، فرزین محمودزاده و محمد پهنابی
گفت‌و گوی دیدار، به کارگردانی یاسر طالبی